# Антонио Негри
Антонио (Тони) Негри (на италиански: Antonio Negri) е италиански философ марксист.

## Биография
Роден е на 1 август 1933 г. в Падуа, Италия. Съвсем млад става преподавател по теория на държавата в Падуанския университет. През 1950 г. влиза в редиците на организацията „Италианска младеж за католическо действие“ (Gioventú Italiana di Azione Cattolica). През 1956 г. се присъединява към Международната социалистическа партия и членува в нея до 1963 г.
В началото на 60-те години на 20 век взима участие в работата на издателската група „Червени тетрадки“ (Quaderni rossi), помогнала много по това време за възраждането на марксистката теория в Италия и намираща се извън сферите на влияние на официалната компартия. През 1969 г., заедно с Оресте Скалцоне и Франко Пиперно, Негри основава ляворадикалната група „Работническа власт“ (Potere operaio). Дейността ѝ е прекратена през 1973 г., за да се сложи начало на групата „Работническа автономия“ (Autonomia operaia).
На 7 април 1979 г. Негри, заедно с други негови съратници, е арестуван от полицията по обвинение в тероризъм. Прокурорът смята, че Работническа автономия е своеобразен „мозъчен тръст“ на левите екстремисти и е свързана с Червените бригади, терористите, отвлекли и убили през 1978 г. бившия премиер-министър на Италия, лидера на партията на християндемократите Алдо Моро.
През 1983 г., докато чака присъдата си в затвора, Антонио Негри е избран за депутат в италианския парламент. Съгласно закона депутатският имунитет му позволява да остане на свобода, докато премине неколкомесечната процедура по лишаването от имунитет. Италианският съд на първа инстанция го осъжда на 13 години затвор и в продължение на 14 години Негри се укрива от италианското правосъдие във Франция, където преподава и се занимава с научна дейност. През 1997 г. доброволно се завръща в Италия и до 2003 г. лежи в затвора в Рим.

## Политически идеи
Сред централните политическите теми в трудовете на Негри са марксизмът, глобализацията, демокрацията, неолиберализма, противопоставянето на капиталистическата система, постмодернизма и други.
Философът е широко известен като съавтор на интелектуалния бестселър „Империя“ (в съавторство с Майкъл Харт).

## Избрана библиография в съавторство с Майкъл Харт
- „Labor of Dionysus: A Critique of the State-Form“ (1994)
- „Empire“ (2000)
- „Multitude: War and Democracy in the Age of Empire“ (2004)
- „Commonwealth“ (2009)